# Кубок африканських націй 2010
Кубок африканських націй 2010 — 27-ма континентальна футбольна першість, організована Африканською конфедерацією футболу. Змагання проходили з 10 січня по 31 січня 2010 року у Анголі. Шістнадцять команд, включаючи господаря турніру, збірну Анголи, змагалися спочатку у груповому турнірі, а потім у матчах на вибування за титул футбольного чемпіона Африки. Всього було зіграно 29 матчів.

## Вибір господаря
Ангола отримала право на проведення турніру рішенням КАФ. Це став дебютний континентальний чемпіонат, який довірили проводити Анголі. Цим самим були відхилені пропозиції Мозамбіку, Намібії, Зімбабве і Сенегалу на проведення турніру. Одночасно з тим Нігерія отримала статус "резервного" господаря, і мала провести кубок у випадку, якщо б Ангола не змогла вчасно виконати всі вимоги, поставлені перед нею для проведення континентального заходу.

## Кваліфікація
Кваліфікаційний турнір Кубка Африки проводився спільно з кваліфікацією до чемпіонату світу 2010 року. До фінального розіграшу потрапили три найкращі команди з кожної групи у третьому кваліфікаційному раунді та господар турніру - збірна Анголи, яка вилетіла у другому раунді.

### Кваліфіковані збірні
| Збірна       | Кваліфікована як   | Дата квалафікації | Попередніх виступів | Кваліфікацій поспіль | Остання участь | Найкращий результат                                |
| ------------ | ------------------ | ----------------- | ------------------- | -------------------- | -------------- | -------------------------------------------------- |
| Ангола       | Господар           | 29 липня 2007     | 4                   | 2                    | 2008           | Чвертьфіналіст (2008)                              |
| Гана         | переможець групи D | 20 червня 2009    | 16                  | 3                    | 2008           | Переможець (1963, 1965, 1978, 1982)                |
| Кот-д'Івуар  | переможець групи E | 5 вересня 2009    | 17                  | 3                    | 2008           | Переможець (1992)                                  |
| Туніс        | 2 місце групи B    | 6 вересня 2009    | 13                  | 9                    | 2008           | Переможець (2004)                                  |
| Алжир        | переможець групи C | 6 вересня 2009    | 13                  | 1                    | 2004           | Переможець (1990)                                  |
| Єгипет       | 2 місце групи C    | 10 жовтня 2009    | 21                  | 14                   | 2008           | Переможець (1957, 1959, 1986, 1998, 2006, 2008)    |
| Камерун      | переможець групи A | 10 жовтня 2009    | 15                  | 8                    | 2008           | Переможець (1984, 1988, 2000, 2002)                |
| Габон        | 2 місце групи      | 10 жовтня 2009    | 3                   | 1                    | 2000           | Чвертьфіналіст (1996)                              |
| Нігерія      | переможець групи B | 11 жовтня 2009    | 15                  | 6                    | 2008           | Переможець (1980,1994)                             |
| Малі         | 3 місце групи D    | 11 жовтня 2009    | 5                   | 2                    | 2008           | Фіналіст (1972)                                    |
| Бенін        | 2 місце групи D    | 11 жовтня 2009    | 2                   | 2                    | 2008           | Груповий етап (2004, 2008)                         |
| Буркіна-Фасо | 2 місце групи E    | 11 жовтня 2009    | 6                   | 1                    | 2004           | 4 місце (1998)                                     |
| Мозамбік     | 3 місце групи B    | 14 листопада 2009 | 3                   | 1                    | 1998           | Груповий етап (1986, 1996, 1998)                   |
| Замбія       | 3 місце групи C    | 14 листопада 2009 | 13                  | 3                    | 2008           | Фіналіст (1974, 1994)                              |
| Того         | 3 місце групи A    | 14 листопада 2009 | 6                   | 1                    | 2006           | Груповий етап (1972, 1984, 1998, 2000, 2002, 2006) |
| Малаві       | 3 місце групи E    | 14 листопада 2009 | 1                   | 1                    | 1984           | Груповий етап (1984)                               |

## Стадіони
| Місто   | Стадіон                      | Місткість |
| ------- | ---------------------------- | --------- |
| Луанда  | Ештадіу 11 ді Новембру       | 50,000    |
| Кабінда | Ештадіу Шимандела            | 20,000    |
| Бенгела | Кумплешу да Сеньйор да Граса | 35,000    |
| Лубанго | Ештадіу Алту да Шела         | 20,000    |

## М'яч
Офіційним м'ячем турніру був Adidas Jabulani Angola, модифікація Adidas Jabulani - основного м'яча Чемпіонату світу 2010. Він розроблений компанією Adidas і має забарвлення в національних кольорах Анголи.

## Жеребкування
Жеребкування фінального турніру відбулася 20 листопада 2009 року в Луанді, Ангола.16 команд були розділені на чотири корзини. Ангола, як господар змагань і Єгипет, як діючий чемпіон  були посіяні в першу корзину. Інші 14 збірних були посіяні згідно з їхніми здобутками у трьох останніх континентальних турнірах. Збірні за корзинами розпроділились таким чином:
| Корзина 1                               | Корзина 2                     | Корзина 3                     | Корзина 4                                |
| --------------------------------------- | ----------------------------- | ----------------------------- | ---------------------------------------- |
| Ангола · Єгипет · Камерун · Кот-д'Івуар | Туніс · Нігерія · Гана · Малі | Замбія · Бенін · Алжир · Того | Буркіна-Фасо · Мозамбік · Габон · Малаві |

Після чого було проведене саме жеребкування, де в кожну з чотирьох груп потрапляли по одній збірній з кожної корзини.

## Регламент змагань
У фінальному розіграші Кубка африканських націй 2010 року бере участь 16 команд. Розіграш складається з групового турніру і матчів на вибування.

### Груповий етап
В груповому турнірі 16 команд-учасниць розбиті на чотири групи (позначені латинським літерам A, B, C і D); всередині групи кожна команда грала один матч з кожною іншою. За перемогу в матчі групового турніру команда здобувала три очка, за нічию — одне очко, у разі поразки команда не здобувала очок. Команди посідали місця в турнірній таблиці згідно з кількістю набраних очок. При  рівності кількості очок, набраних кількома командами, для визначення найкращої застосовувалися такі критерії в такому порядку: 
- кількість очок, набраних лише у матчах між цими командами;
- кількість забитих м'ячів у цих матчах;
- різниця забитих і пропущених м'ячів в усіх групових матчах;
- кількість забитих м'ячів в усіх групових матчах;
- індекс fair-play, який враховує кількість жовтих та червоних карток, отриманих гравцями команди в усіх групових матчах;
- наразі рівності усіх цих показників для виявлення найкращої команди має бути використаний жереб.

### Матчі на вибування
Завершальна фаза змагань складається з чотирьох чвертьфіналів, двох півфіналів, матчу за третє місце і фінального матчу. Якщо основний час матчу (90 хвилин) закінчується внічию, команди грають два додаткових 15-хвилинних тайми. Якщо протягом цього часу жодна команда не здобуває переваги, влаштовується серія післяматчевих пенальті. Правило «срібного голу» (наступника «золотого голу»), скасоване ФІФА в 2002 році, на Кубку Африки 2006 вже не застосовувалося. 

## Груповий етап

### Група A
| Збірна | І | В | Н | П | ГЗ | ГП | РМ | О |
| ------ | - | - | - | - | -- | -- | -- | - |
| Ангола | 3 | 1 | 2 | 0 | 6  | 4  | +2 | 5 |
| Алжир  | 3 | 1 | 1 | 1 | 1  | 3  | -2 | 4 |
| Малі   | 3 | 1 | 1 | 1 | 7  | 6  | +1 | 4 |
| Малаві | 3 | 1 | 0 | 2 | 4  | 5  | -1 | 3 |

| 10 січня 2010 20:00 |

| Ангола | 4 – 4 | Малі |
| ------ | ----- | ---- |
|        |       |      |

| Ештадіу 11 ді Новембру, Луанда |

| 11 січня 2010 14:45 |

| Малаві | 3 – 0 | Алжир |
| ------ | ----- | ----- |
|        |       |       |

| Ештадіу 11 ді Новембру, Луанда |

| 14 січня 2010 17:00 |

| Малі | 0-1 | Алжир |
| ---- | --- | ----- |
|      |     |       |

| Ештадіу 11 ді Новембру, Луанда |

| 14 січня 2010 19:30 |

| Ангола | 2-0 | Малаві |
| ------ | --- | ------ |
|        |     |        |

| Ештадіу 11 ді Новембру, Луанда |

| 18 січня 2010 17:00 |

| Ангола | 0-0 | Алжир |
| ------ | --- | ----- |
|        |     |       |

| Ештадіу 11 ді Новембру, Луанда |

| 18 січня 2010 17:00 |

| Малі | 3-1 | Малаві |
| ---- | --- | ------ |
|      |     |        |

| Ештадіу Шимандела, Кабінда |

### Група B
| Збірна       | І | В | Н | П | ГЗ | ГП | РМ | О |
| ------------ | - | - | - | - | -- | -- | -- | - |
| Кот-д'Івуар  | 2 | 1 | 1 | 0 | 3  | 1  | +2 | 4 |
| Гана         | 2 | 1 | 0 | 1 | 2  | 3  | -1 | 3 |
| Буркіна-Фасо | 2 | 0 | 1 | 1 | 0  | 1  | -1 | 1 |
| Того         |   |   |   |   |    |    |    |   |

| 11 січня 2010 17:00 |

| Кот-д'Івуар | 0-0 | Буркіна-Фасо |
| ----------- | --- | ------------ |
|             |     |              |

| Ештадіу Шимандела, Кабінда |

| 15 січня 2010 19:30 |

| Кот-д'Івуар | 3-1 | Гана |
| ----------- | --- | ---- |
|             |     |      |

| Ештадіу Шимандела, Кабінда |

| 19 січня 2010 17:00 |

| Буркіна-Фасо | 0-1 | Гана |
| ------------ | --- | ---- |
|              |     |      |

| Ештадіу 11 ді Новембру, Луанда |

### Група C
| Збірна   | І | В | Н | П | ГЗ | ГП | РМ | О |
| -------- | - | - | - | - | -- | -- | -- | - |
| Єгипет   | 3 | 3 | 0 | 0 | 7  | 1  | +5 | 9 |
| Нігерія  | 3 | 2 | 0 | 1 | 6  | 2  | +4 | 6 |
| Бенін    | 3 | 0 | 1 | 2 | 2  | 5  | -3 | 1 |
| Мозамбік | 3 | 0 | 1 | 2 | 2  | 7  | -5 | 1 |

| 12 січня 2010 17:00 |

| Єгипет | 3-1 | Нігерія |
| ------ | --- | ------- |
|        |     |         |

| Кумплешу да Сеньйор да Граса, Бенгела |

| 12 січня 2010 19:30 |

| Мозамбік | 2-2 | Бенін |
| -------- | --- | ----- |
|          |     |       |

| Кумплешу да Сеньйор да Граса, Бенгела |

| 16 січня 2010 17:00 |

| Нігерія | 1-0 | Бенін |
| ------- | --- | ----- |
|         |     |       |

| Кумплешу да Сеньйор да Граса, Бенгела |

| 16 січня 2010 19:30 |

| Мозамбік | 0-2 | Єгипет |
| -------- | --- | ------ |
|          |     |        |

| Кумплешу да Сеньйор да Граса, Бенгела |

| 20 січня 2010 17:00 |

| Єгипет | 2-0 | Бенін |
| ------ | --- | ----- |
|        |     |       |

| Кумплешу да Сеньйор да Граса, Бенгела |

| 20 січня 2010 17:00 |

| Нігерія | 3-0 | Мозамбік |
| ------- | --- | -------- |
|         |     |          |

| Ештадіу Алту да Шела, Лубанго |

### Група D
| Збірна  | І | В | Н | П | ГЗ | ГП | РМ | О |
| ------- | - | - | - | - | -- | -- | -- | - |
| Замбія  | 3 | 1 | 1 | 1 | 5  | 5  | 0  | 4 |
| Камерун | 3 | 1 | 1 | 1 | 5  | 5  | 0  | 4 |
| Габон   | 3 | 1 | 1 | 1 | 2  | 2  | 0  | 4 |
| Туніс   | 3 | 0 | 3 | 0 | 3  | 3  | 0  | 3 |

| 13 січня 2010 17:00 |

| Камерун | 0-1 | Габон |
| ------- | --- | ----- |
|         |     |       |

| Ештадіу Алту да Шела, Лубанго |

| 13 січня 2010 19:30 |

| Замбія | 1-1 | Туніс |
| ------ | --- | ----- |
|        |     |       |

| Ештадіу Алту да Шела, Лубанго |

| 17 січня 2010 17:00 |

| Габон | 0-0 | Туніс |
| ----- | --- | ----- |
|       |     |       |

| Ештадіу Алту да Шела, Лубанго |

| 17 січня 2010 19:30 |

| Камерун | 3-2 | Замбія |
| ------- | --- | ------ |
|         |     |        |

| Ештадіу Алту да Шела, Лубанго |

| 21 січня 2010 17:00 |

| Габон | 1-2 | Замбія |
| ----- | --- | ------ |
|       |     |        |

| Кумплешу да Сеньйор да Граса, Бенгела |

| 21 січня 2010 17:00 |

| Камерун | 2-2 | Туніс |
| ------- | --- | ----- |
|         |     |       |

| Ештадіу Алту да Шела, Лубанго |

## Плей-оф
|  | Чвертьфінали       | Чвертьфінали       |                   |       | Півфінали   | Півфінали   |  |  | Фінал              | Фінал |
|  |                    |                    |                   |       |             |             |  |  |                    |       |
|  | 24 січня - Луанда  |                    |                   |       |             |             |  |  |                    |       |
|  |                    |                    |                   |       |             |             |  |  |                    |       |
|  | Ангола             | 0                  |                   |       |             |             |  |  |                    |       |
|  | Ангола             | 0                  | 28 січня - Луанда |       |             |             |  |  |                    |       |
|  | Гана               | 1                  |                   |       |             |             |  |  |                    |       |
|  | Гана               | 1                  | Гана              | 1     |             |             |  |  |                    |       |
|  | 25 січня - Лубанго |                    | Гана              | 1     |             |             |  |  |                    |       |
|  |                    | Нігерія            | 0                 |       |             |             |  |  |                    |       |
|  | Замбія             | Нігерія            | 0                 | 0 (4) |             |             |  |  |                    |       |
|  | Замбія             |                    | 31 січня - Луанда | 0 (4) |             |             |  |  |                    |       |
|  | Нігерія            | 0 (5)              |                   |       |             |             |  |  |                    |       |
|  | Нігерія            | 0 (5)              | Гана              | 0     |             |             |  |  |                    |       |
|  | 24 січня - Кабінда |                    | Гана              | 0     |             |             |  |  |                    |       |
|  |                    | Єгипет             | 1                 |       |             |             |  |  |                    |       |
|  | Кот-д'Івуар        | Єгипет             | 1                 | 2     |             |             |  |  |                    |       |
|  | Кот-д'Івуар        | 28 січня - Бенгела |                   | 2     |             |             |  |  |                    |       |
|  | Алжир              | 3                  |                   |       |             |             |  |  |                    |       |
|  | Алжир              | 3                  | Алжир             | 0     | Третє місце | Третє місце |  |  |                    |       |
|  | 25 січня - Бенгела |                    | Алжир             | 0     | Третє місце | Третє місце |  |  |                    |       |
|  |                    | Єгипет             | 4                 |       |             |             |  |  |                    |       |
|  | Єгипет             | Єгипет             | 4                 | 3     | Нігерія     | 1           |  |  |                    |       |
|  | Єгипет             |                    |                   | 3     | Нігерія     | 1           |  |  |                    |       |
|  | Камерун            | 1                  |                   | Алжир | 0           |             |  |  |                    |       |
|  | Камерун            | 1                  |                   |       | 0           |             |  |  |                    |       |
|  |                    |                    |                   |       |             |             |  |  | 30 січня - Бенгела |       |
|  |                    |                    |                   |       |             |             |  |  |                    |       |

### Чвертьфінали
| 24 січня 2010 17:00 |

| Ангола | 0:1      | Гана     |
| ------ | -------- | -------- |
|        | Протокол | Гьян 15' |

| Ештадіу 11 ді Новембру, Луанда Глядачів: 50,000 Арбітр: Мохамед Бенуза (Алжир) |

| 24 січня 2010 20:30 |

| Кот-д'Івуар       | 2:3 (о)  | Алжир                               |
| ----------------- | -------- | ----------------------------------- |
| Калу 4' Кейта 89' | Протокол | Матмур 39' Бугерра 90+2' Буазза 92' |

| Ештадіу Шимандела, Кабінда Глядачів: 10,000 Арбітр: Едді Майлет (Сейшельські острови) |

| 25 січня 2010 17:00 |

| Єгипет                     | 3:1 (о)  | Камерун   |
| -------------------------- | -------- | --------- |
| Хассан 37', 103' Геддо 92' | Протокол | Емана 25' |

| Кумплешу да Сеньйор да Граса, Бенгела Глядачів: 12,000 Арбітр: Жером Дамон (ПАР) |

| 25 січня 2010 20:30 |

| Замбія | 0:0      | Нігерія |
| ------ | -------- | ------- |
|        | Протокол |         |

| Ештадіу Алту да Шела, Лубанго Глядачів: 10,000 Арбітр: Ессам Абд Ель Фатах (Єгипет) |

|                                             |     | Пенальті                                        |  |
| Шівута · Катонго · Маюка · Ніренда · Мвеене | 4:5 | Мікел · Мартінс · Обінна · Одемвінгіє · Еньєама |  |

### Півфінали
| 28 січня 2010 17:00 |

| Гана     | 1:0      | Нігерія |
| -------- | -------- | ------- |
| Гьян 21' | Протокол |         |

| Ештадіу 11 ді Новембру, Луанда Глядачів: 7,500 Арбітр: Даніель Беннетт (ПАР) |

| 28 січня 2010 20:30 |

| Алжир | 0:4      | Єгипет                                                    |
| ----- | -------- | --------------------------------------------------------- |
|       | Протокол | Абд-Рабу 39' (пен.) Зідан 65' Абдель-Шафі 80' Геддо 90+2' |

| Кумплешу да Сеньйор да Граса, Бенгела Глядачів: 25,000 Арбітр: Коффі Коджіа (Бенін) |

### Матч за третє місце
| 30 січня 2010 17:00 |

| Нігерія    | 1:0      | Алжир |
| ---------- | -------- | ----- |
| Обінна 56' | Протокол |       |

| Кумплешу да Сеньйор да Граса, Бенгела Глядачів: 12,000 Арбітр: Бадара Діатта (Сенегал) |

### Фінал
| 31 січня 2010 17:00 |

| Гана | 0:1      | Єгипет    |
| ---- | -------- | --------- |
|      | Протокол | Геддо 85' |

| Ештадіу 11 ді Новембру, Луанда Глядачів: 50,000 Арбітр: Коман Солібалі (Малі) |

| Переможець Кубка Африканських націй 2010 |
| ---------------------------------------- |
| Єгипет                                   |
| Єгипет Сьомий титул                      |

## Бомбардири

### 5 голів
Геддо

## Напад на автобус збірної
8 січня 2010 року автобус із делегацією збірної Того, в'їхавши в регіон Кабінда, піддався збройному нападу. Практично на місці помер ангольський водій автобуса. Крім нього, різні поранення отримали дев'ять чоловік з тоголезької делегації, серед них 4 тренери і 2 футболісти. З гравців сильно постраждав захисник Серж Акакпо, якого зачепили дві кулі. Також дісталося голкіперу Обілале Коссі. Всі поранені і постраждалі були доставлені в міський шпиталь. 
Відповідальність за інцидент взяла на себе сепаратистське угрупування FLEC (Front for the Liberation of the Enclave of Cabinda), яка давно не дружить з урядом Анголи. Кабінда - напівексклав, частина держави, яка не має спільних кордонів з основною його частиною і оточена територією інших держав (Конго і ДР Конго), а також має вихід до моря. Сепаратистський рух з 60-х років, домагається незалежності Кабінди. 
В Кабінді також перебували збірні Кот д'Івуару, Гани і Буркіна-Фасо. У цих делегацій жодних проблем у регіоні не виникло. Збірна Того свій перший матч мала провести в понеділок 11 січня.  Того відмовилось від участі на турнірі, проте потім гравці вирішили продовжити виступ у турнірі, але, за вказівкою уряду Того, збірна покинула турнір, за що отримала дискваліфікацію на два майбутні КАНа, також КАФом було оштрафовано федерацію футболу Того на 50 тис. доларів.
Однак 7 травня 2010 року завдяки президенту ФІФА Зеппу Блаттеру рішення про дискваліфікацію збірної Того було скасовано. Команда Того взяла участь у відбірковому турнірі Кубоку африканських націй 2012 у групі K, але не подолала його (з групи K у фінальну частину турніру кваліфікувалися Ботсвана і Туніс) і братиме участь в 2014-му році.